# Liste der Baudenkmale in Wittstock/Dosse
In der Liste der Baudenkmale in Wittstock/Dosse sind alle Baudenkmale der brandenburgischen Stadt Wittstock/Dosse und ihrer Ortsteile aufgelistet. Grundlage ist die Veröffentlichung der Landesdenkmalliste mit dem Stand vom 31. Dezember 2020. Die Bodendenkmale sind in der Liste der Bodendenkmale in Wittstock/Dosse aufgeführt.

## Baudenkmale in den Ortsteilen
In den Spalten befinden sich folgende Informationen:
- ID-Nr.: Die Nummer wird vom Brandenburgischen Landesamt für Denkmalpflege vergeben. Ein Link hinter der Nummer führt zum Eintrag über das Denkmal in der Denkmaldatenbank. In dieser Spalte kann sich zusätzlich das Wort Wikidata befinden, der entsprechende Link führt zu Angaben zu diesem Denkmal bei Wikidata.
- Lage: die Adresse des Denkmales und die geographischen Koordinaten. Link zu einem Kartenansichtstool, um Koordinaten zu setzen. In der Kartenansicht sind Denkmale ohne Koordinaten mit einem roten beziehungsweise orangen Marker dargestellt und können in der Karte gesetzt werden. Denkmale ohne Bild sind mit einem blauen bzw. roten Marker gekennzeichnet, Denkmale mit Bild mit einem grünen beziehungsweise orangen Marker.
- Bezeichnung: Bezeichnung in den offiziellen Listen des Brandenburgischen Landesamtes für Denkmalpflege. Ein Link hinter der Bezeichnung führt zum Wikipedia-Artikel über das Denkmal.
- Beschreibung: die Beschreibung des Denkmales
- Bild: ein Bild des Denkmales und gegebenenfalls einen Link zu weiteren Fotos des Baudenkmals im Medienarchiv Wikimedia Commons

### Alt Daber
| ID-Nr.   | Lage                | Bezeichnung | Beschreibung | Bild |
| -------- | ------------------- | --- | --- | --- |
| 09171152 | (Lage)              | Fliegerhorst (Fallschirmsprungschule), bestehend aus Werfthalle, zwei Hangars, Hauptgebäude mit Flugleitung, Fallschirmhalle, Werkstätten und Schulungsräumen, Feuerwehr, Stromversorgung, Lagergebäude, Werkstattgebäude, Hauptlager, Funkstelle und Telefonvermittlung, Hauptwache sowie Freiflächen zwischen den Gebäuden | | [[Vorlage:Bilderwunsch/code!/C:53.197631,12.516758!/D:Fliegerhorst (Fallschirmsprungschule), bestehend aus Werfthalle, zwei Hangars, Hauptgebäude mit Flugleitung, Fallschirmhalle, Werkstätten und Schulungsräumen, Feuerwehr, Stromversorgung, Lagergebäude, Werkstattgebäude, Hauptlager, Funkstelle und Telefonvermittlung, Hauptwache sowie Freiflächen zwischen den Gebäuden!/\|BW]] |
| 09170865 | Alt-Daber 11 (Lage) | Daberburg | Von der alten Daberburg ist nur noch der Burgfried erhalten, er wird auch Heideturm genannt. Erbaut wurde der Turm aus Backstein in der ersten Hälfte des 15. Jahrhunderts als Wach- und Wohnturm. Heute befindet sich hier Räume für Ausstellungen. | weitere Bilder |

### Babitz
| ID-Nr.            | Lage                      | Bezeichnung | Beschreibung | Bild           |
| ----------------- | ------------------------- | ----------- | --- | -------------- |
| 09170767 Wikidata | Babitzer Straße 44 (Lage) | Dorfkirche  | Die evangelische Kirche wurde im Jahr 1743 erbaut. Es ist ein verputzter Saalbau mit einem Westturm. An der Ostseite ist eine Sakristei angebaut. Im Inneren befindet sich eine Empore. | weitere Bilder |

### Berlinchen
| ID-Nr.            | Lage                          | Bezeichnung | Beschreibung | Bild           |
| ----------------- | ----------------------------- | ----------- | --- | -------------- |
| 09170769 Wikidata | Berlinchener Dorfplatz (Lage) | Dorfkirche  | Die evangelische Dorfkirche wurde von 1852 bis 1853 erbaut. Es ist ein verputzter Saalbau mit einem Westturm. An der Ostseite befindet sich ein halbkreisförmige Apsis. Die Innenausstattung ist aus der Bauzeit. | weitere Bilder |

### Biesen
| ID-Nr.                           | Lage                      | Bezeichnung                   | Beschreibung | Bild           |
| -------------------------------- | ------------------------- | ----------------------------- | --- | -------------- |
| 09170770 Wikidata                | Biesener Straße 15 (Lage) | Dorfkirche                    | Als rechteckiger Putzbau im Jahre 1707 erbaut. Der 20 m hohe Westturm aus Fachwerk wurde 1925 abgerissen und 1927 durch einen Bau aus Ziegeln im Klosterformat ersetzt. Vor der Kirche steht eine abgestorbene, etwa 500 Jahre alte Bergulme. | weitere Bilder |
| 09172248 Teilobjekt zu: 09170770 | Biesener Straße 15 (Lage) | Taufengel                     | In der ersten Hälfte des 18. Jahrhunderts aus Holz gefertigter, etwa 1,03 Meter großer Taufengel. | BW             |
| 09171734 Teilobjekt zu: 09170770 | Biesener Straße 15 (Lage) | Orgel                         | In den 1780er- oder 1790er-Jahren vom Orgelbauer Ernst Julius Marx gebaute Orgel. 1825 erfolgte ein Umbau. | BW             |
| 09170871                         | Chaussee 6 (Lage)         | Chausseehaus (heute Wohnhaus) | | BW             |

### Christdorf
| ID-Nr.   | Lage                           | Bezeichnung | Beschreibung | Bild           |
| -------- | ------------------------------ | ----------- | --- | -------------- |
| 09170775 | Christdorfer Dorfstraße (Lage) | Dorfkirche  | Die Dorfkirche in Christdorf (Wittstock/Dosse) entstand in den Jahren 1835 bis 1837 unter der Leitung von Friedrich August Stüler. In seinem Innern befindet sich eine vollständig erhaltene Ausstattung aus der Bauzeit. | weitere Bilder |

### Dossow
| ID-Nr.   | Lage                          | Bezeichnung                                                                       | Beschreibung | Bild           |
| -------- | ----------------------------- | --------------------------------------------------------------------------------- | --- | -------------- |
| 09170777 | Dossower Dorfstraße (Lage)    | Gedenkstätte für Opfer des Konzentrationslagers Sachsenhausen, vor der Dorfkirche | | BW             |
| 09170776 | Dossower Dorfstraße 22 (Lage) | Dorfkirche                                                                        | Die evangelische Kirche stammt im Ursprung aus dem Mittelalter. Nach einem Brand wurde die Kirche im Jahr 1822 wieder aufgebaut. Der Westturm wurde 1832 hinzugefügt. Im Jahre 1859 wurde im Ostenteil die Kirche um eine Apsis erweitert. Die Innenausstattung ist im Wesentlichen aus dem Jahr 1859, allerdings wurde diese nach 1960 verändert. | weitere Bilder |

### Dranse
| ID-Nr.   | Lage                         | Bezeichnung | Beschreibung | Bild                                                        |
| -------- | ---------------------------- | --- | --- | ----------------------------------------------------------- |
| 09171639 | Dranser Dorfstraße (Lage)    | Bahnhof, bestehend aus Empfangsgebäude und Toilettengebäude | Die Station an der Strecke von Wittstock zur mecklenburgischen Grenzen bei Buschhof ging 1898 in Betrieb. 100 Jahre später wurde der Verkehr eingestellt. Das zweistöckige Bahnhofsgebäude wird als Wohnhaus genutzt. | Bahnhof, bestehend aus Empfangsgebäude und Toilettengebäude |
| 09170778 | Dranser Dorfstraße 33 (Lage) | Dorfkirche | Die evangelische Dorfkirche wurde 1861 erbaut, sie ersetzte einen Vorgängerbau. Die Kirche ist im Stil der Stüler-Schule erbaut worden. Die Ausstattung der Kirche stammt aus der Bauzeit. Im Gemeinderaum befinden sich drei Schnitzfigurenaus dem 15. und 16. Jahrhundert. Es handelt sich um ein kleines Kruzifix, Anna selbritt und ein stehender Salvator. | weitere Bilder                                              |
| 09170888 | Dorfstraße 40/42 (Lage)      | Wohnhaus mit drei Wirtschaftsgebäuden | | BW                                                          |
| 09170780 | Walkmühler Straße 1 (Lage)   | Walkmühle, bestehend aus Hauptgebäude mit Turbinenhaus und Mühlentechnik, zwei Wirtschaftsgebäuden, Hofpflasterung sowie Mühlenstau (Mühlenteich) mit wasserbaulichen Anlagen | Die Mühle wurde 1705 errichtet und 1855 zur Getreidemühle umgebaut. Nach einer Staubexplosion im Jahr 1871 brannte die Mühle ab und wurde 1880 wiederaufgebaut. Sie ist im 21. Jahrhundert im Privatbesitz. | weitere Bilder                                              |

### Eichenfelde
| ID-Nr.   | Lage                          | Bezeichnung               | Beschreibung | Bild |
| -------- | ----------------------------- | ------------------------- | ------------ | ---- |
| 09170781 | Eichenfelder Straße 12 (Lage) | Speicher mit Stallscheune |              | BW   |

### Fretzdorf
| ID-Nr.   | Lage                                 | Bezeichnung                                                                     | Beschreibung | Bild                                                                            |
| -------- | ------------------------------------ | ------------------------------------------------------------------------------- | --- | ------------------------------------------------------------------------------- |
| 09170787 | (Lage)                               | Gedenkstätte für Opfer des Konzentrationslagers Sachsenhausen, auf dem Friedhof | | Gedenkstätte für Opfer des Konzentrationslagers Sachsenhausen, auf dem Friedhof |
| 09170785 | Fretzdorfer Bahnhofstraße 1 (Lage)   | Bahnhofsgebäude                                                                 | Der Bahnhof der Bahnstrecke Kremmen–Meyenburg an der Chaussee nach Herzsprung wurde 1898/99 eröffnet. Beim Streckenumbau Anfang der 2000er Jahre erhielt Fretzdorf einen neuen, ortsnäheren Haltepunkt. Das alte Bahnhofsgebäude wird als Wohnhaus genutzt. | Bahnhofsgebäude                                                                 |
| 09170782 | Fretzdorfer Dorfplatz (Lage)         | Dorfkirche                                                                      | Die evangelische Kirche wurde im Jahre 1704 erbaut. Es ist ein Fachwerkbau mit einem Turmaufbau. Im Inneren eine Patronatsloge aus der Zeit um 1700. | weitere Bilder                                                                  |
| 09170784 | Fretzdorfer Dorfplatz (Lage)         | Schloss                                                                         | Das ehemalige Herrenhaus, Schloss genannt, stammt aus der Zeit um 1800. Umgebaut wurde es von 1835 bis 1840 nach Plänen von F. A. Stüler. | weitere Bilder                                                                  |
| 09170786 | (Lage)                               | Park, hinter dem Schloss                                                        | Der Park wurde von 1835 von Lenné gestaltet, im Jahre 1910 aber verändert. Er befindet sich beiderseits der Dosse. Von 1910 bis 1912 wurde der Park von Georg Potente umgestaltet.                                                                          | Park, hinter dem Schloss                                                        |
| 09171364 | Fretzdorfer Dorfplatz 10 (Lage)      | Brennerei                                                                       | | Brennerei                                                                       |
| 09170783 | Fretzdorfer Dorfstraße 2 (Lage)      | Wohnhaus (ehemaliges Inspektorenhaus)                                           | Das ehemalige Inspektorenhaus stammt aus der gleichen Zeit wie das Schloss. | weitere Bilder                                                                  |
| 09171365 | Fretzdorfer Dorfstraße 31 (Lage)     | Wohnhaus (Villa Scherz) mit Einfriedung                                         | | Wohnhaus (Villa Scherz) mit Einfriedung                                         |
| 09171420 | Fretzdorfer Dorfstraße 30, 33 (Lage) | Mühlenanlage, bestehend aus Mühlen- und Speichergebäude                         | | weitere Bilder                                                                  |

### Freyenstein
| ID-Nr.   | Lage                     | Bezeichnung                                                                                              | Beschreibung | Bild |
| -------- | ------------------------ | --- | --- | --- |
| 09170793 | (Lage)                   | Stadtgrundriss und erhaltenswerte historische Bausubstanz der Burg- und Marktstraße und des Marktplatzes | | Stadtgrundriss und erhaltenswerte historische Bausubstanz der Burg- und Marktstraße und des Marktplatzes |
| 09170794 | Alte Poststraße 4 (Lage) | Untermühle (Fachwerkhaus)                                                                                | | Untermühle (Fachwerkhaus)                                                                                |
| 09170796 | Kirchplatz (Lage)        | Gedenkstätte für Opfer des Konzentrationslagers Sachsenhausen                                            | | Gedenkstätte für Opfer des Konzentrationslagers Sachsenhausen                                            |
| 09170789 | Marktstraße (Lage)       | Altes Schloss mit Resten der Burganlage                                                                  | Das Alte Schloss wurde von 1551 bis 1572 im Stil der Renaissance erbaut, im Mittelalter stand hier eine Burg. Der Bauherr war Curdt von Rohr. Während des Dreißigjährigen Krieges (1631) wurde das Schloss zerstört und wurde nicht wieder aufgebaut. Von 1969 bis 1973 wurde das Schloss teilweise wieder ausgebaut. Heute wird das Schloss als Museum genutzt. | weitere Bilder                                                                                           |
| 09170790 | Marktstraße (Lage)       | Neues Schloss mit Wittstocker Tor                                                                        | Das Neue Schloss befindet sich westlich des Alten Schlosses. Ursprünglich war es ein Festes Haus, der Besitzer war wohl Dietrich von Rohr. Von 1564 bis 1564 wurde das Haus wesentlich umgebaut. An das Schloss ist das Wittstocker Tor und Teile der Stadtmauer angebaut.                                                                                       | weitere Bilder                                                                                           |
| 09170791 | Marktstraße (Lage)       | Parkanlage des Schlosses                                                                                 | | Parkanlage des Schlosses                                                                                 |
| 09171104 | Marktstraße 30 (Lage)    | Wohnhaus                                                                                                 | Das Haus ist unbewohnt und ruinös (August 2014). | Wohnhaus                                                                                                 |
| 09171057 | Mauerstraße 6 (Lage)     | Alte Schule, „Wallschule“                                                                                | Die Schule ist unbewohnt und wird nicht mehr genutzt. Sie ist ruinös (August 2014). | Alte Schule, „Wallschule“                                                                                |
| 09170792 | Predigerstraße (Lage)    | Stadtkirche                                                                                              | Die evangelische Kirche wurde um 1300 erbaut. Es ist eine dreischiffige, frühgotische Kirche mit einem geraden Ostschluss. Der Westturm ist um möglicherweise um 1500 im spätgotischen Stil hinzugefügt worden. Nach einem Brand wurde die Kirche 1768 neu aufgebaut.                                                                                            | weitere Bilder                                                                                           |
| 09170795 | Warnsdorfer Weg (Lage)   | Gedenkstätte für 29 Opfer des Konzentrationslagers Sachsenhausen, auf dem Friedhof                       | | Gedenkstätte für 29 Opfer des Konzentrationslagers Sachsenhausen, auf dem Friedhof                       |

### Gadow
| ID-Nr.   | Lage                         | Bezeichnung                                                                   | Beschreibung | Bild           |
| -------- | ---------------------------- | ----------------------------------------------------------------------------- | --- | -------------- |
| 09170799 | (Lage)                       | Grabstätte für Opfer des Konzentrationslagers Sachsenhausen, auf dem Friedhof | | BW             |
| 09170797 | Gadower Dorfstraße (Lage)    | Dorfkirche                                                                    | Die evangelische Dorfkirche wurde 1862 im Stil der Stüler-Schule erbaut. Es ist eine Saalkirche mit einem Westturm und einer Halbkreisapsis. | weitere Bilder |
| 09170798 | Gadower Dorfstraße 44 (Lage) | Pfarrhaus                                                                     | Das Pfarrhaus wurde Ende des 18. Jahrhunderts erbaut. Es ist ein eingeschossiger Bau mit einem Krüppelwalmdach.                              | Pfarrhaus      |

### Goldbeck
| ID-Nr.            | Lage                         | Bezeichnung     | Beschreibung | Bild            |
| ----------------- | ---------------------------- | --------------- | --- | --------------- |
| 09170802 Wikidata | Goldbecker Burgstraße (Lage) | Dorfkirche      | Die Kirche wurde 1718 erbaut. Es ist eine Fachwerkkirche mit einem Westturm. Im Inneren befindet sich ein Kanzelaltar aus der Zeit Ende des 18. Jahrhunderts. Der Taufengel befindet sich im Pfarrhaus von Dossow.              | weitere Bilder  |
| 09171097          | Goldbecker Burgstraße (Lage) | Speichergebäude | | Speichergebäude |
| 09170803          | Goldbecker Burgstraße (Lage) | Burg            | Die Burg Goldbeck ist eine ehemalige Wasserburg und wurde wohl um 1300 erbaut. Die Anlage umschließt in Form eines Ringes den Hof. Die Burg ist die einzigen in Brandenburg mit einer noch vorhandenen Ein-Mann-Schlupf-Pforte. | weitere Bilder  |

### Groß Haßlow
| ID-Nr.            | Lage                            | Bezeichnung                | Beschreibung | Bild           |
| ----------------- | ------------------------------- | -------------------------- | --- | -------------- |
| 09170804 Wikidata | Groß Haßlower Dorfstraße (Lage) | Dorfkirche                 | Die evangelische Dorfkirche wurde 1743 erbaut. Es ist ein Saalbau mit einem Westturm. Der Turm hat ein gestuftes Pyramidendach, die Kirche ein einseitiges Walmdach. | weitere Bilder |
| 09170805          | Groß Haßlower Dorfstraße (Lage) | Sowjetischer Ehrenfriedhof | Der Ehrenfriedhof ist Teil des Friedhofes von Groß Haßlow. | BW             |

### Klein Haßlow
| ID-Nr.   | Lage                             | Bezeichnung | Beschreibung | Bild           |
| -------- | -------------------------------- | ----------- | --- | -------------- |
| 09170892 | Klein Haßlower Dorfstraße (Lage) | Dorfkirche  | Die evangelische Dorfkirche wurde in der Mitte des 19. Jahrhunderts erbaut, dabei wurden wahrscheinlich Teile eines Vorgängerbaues verwendet. Es ist ein Saalbau mit einem Westturm und einem geraden Ostschluss. Im Inneren befindet sich ein Kanzelaltar aus dem Jahr 1730. | weitere Bilder |

### Niemerlang
| ID-Nr.   | Lage                  | Bezeichnung                   | Beschreibung | Bild           |
| -------- | --------------------- | ----------------------------- | ------------ | -------------- |
| 09170826 | Hauptstraße (Lage)    | Dorfkirche mit Kriegerdenkmal |              | weitere Bilder |
| 09170905 | Hauptstraße 17 (Lage) | Wohnhaus                      |              | BW             |

### Rossow
| ID-Nr.   | Lage                       | Bezeichnung                                                                     | Beschreibung | Bild           |
| -------- | -------------------------- | ------------------------------------------------------------------------------- | --- | -------------- |
| 09170832 | (Lage)                     | Grabstätte für Opfer des Konzentrationslagers Sachensenhausen, auf dem Friedhof | | weitere Bilder |
| 09171046 | Brinkstraße 24 (Lage)      | Wohnhaus (Dorfschule)                                                           | | weitere Bilder |
| 09171945 | Glashütter Straße (Lage)   | Bunkeranlage                                                                    | | BW             |
| 09170831 | Rossower Dorfstraße (Lage) | Dorfkirche                                                                      | Die evangelische Dorfkirche wurde zu Beginn des 16. Jahrhunderts erbaut. Zur Kirche gehört ein verbretterter, freistehender Glockenturm. Im Inneren an der Westseite der Kirche befindet sich ein Altarretabel. Laut dendrochronologischer Untersuchung ist das Retabel von 1310 bis 1320 entstanden. Möglicherweise war es einmal ein Hauptaltar des Havelberger Domes, seit 1607 befindet sich der Altar in Rossow. | weitere Bilder |

### Schweinrich
| ID-Nr.   | Lage                          | Bezeichnung | Beschreibung | Bild           |
| -------- | ----------------------------- | ----------- | --- | -------------- |
| 09170833 | Schweinrich Dorfstraße (Lage) | Dorfkirche  | Die evangelische Dorfkirche stammt aus der zweiten Hälfte des 15. Jahrhunderts. Es ist ein Feldsteinbau mit einem Westturm. Im Inneren befindet sich eine Westempore mit einer Orgel aus der ersten Hälfte des 19. Jahrhunderts. | weitere Bilder |

### Sewekow
| ID-Nr.            | Lage                 | Bezeichnung | Beschreibung | Bild           |
| ----------------- | -------------------- | ----------- | --- | -------------- |
| 09170834 Wikidata | Schulstraße 7 (Lage) | Dorfkirche  | Die evangelische Dorfkirche wurde wahrscheinlich 1586 erbaut. Umbauten fanden in den Jahren 1650 und 1783 statt. Im Inneren befindet sich ein Kanzelaltar, wohl aus dem Jahr 1669. Die Taufe stammt aus dem 17. Jahrhundert. Auf dem Deckel befinden sich zwei Allegorien. In der Kirche befindet sich der Korpus eines Kruxifixes aus dem 14. Jahrhundert. | weitere Bilder |

### Tetschendorf
| ID-Nr.   | Lage                                 | Bezeichnung                                                     | Beschreibung | Bild                                                            |
| -------- | ------------------------------------ | --------------------------------------------------------------- | --- | --------------------------------------------------------------- |
| 09170828 | Tetschendorfer Lindenstraße (Lage)   | Ehemaliges MTS-Verwaltungsgebäude (Maschinen-Traktoren-Station) | | Ehemaliges MTS-Verwaltungsgebäude (Maschinen-Traktoren-Station) |
| 09170827 | Tetschendorfer Lindenstraße 2 (Lage) | Gutshaus                                                        | Das Gutshaus wurde, nachdem das barocke Herrenhaus abgebrannt war, im Jahr 1918 neu erbaut. Der Architekt war Paul Schultze-Naumburg. Es ist ein eingeschossiges Haus mit einem Mansarddach. Zum Park hin befindet sich ein zweigeschossiger Mittelrisalit mit einem Dreiecksgiebel. Das Haus gehört der Gemeinde. | weitere Bilder                                                  |

### Wittstock/Dosse
| ID-Nr.            | Lage                                              | Bezeichnung | Beschreibung | Bild |
| ----------------- | ------------------------------------------------- | --- | --- | --- |
| 09170836          | (Lage)                                            | Stadtkern innerhalb des geschlossenen Stadtmauerrings | | Stadtkern innerhalb des geschlossenen Stadtmauerrings |
| 09170075          | (Lage)                                            | Stadtmauer mit Wallanlagen und Kommunikation | | Stadtmauer mit Wallanlagen und Kommunikation |
| 09170077          | Am Bahnhof (Lage)                                 | Bahnhof Wittstock, bestehend aus altem Bahnhofsgebäude, neuem Bahnhofsempfangsgebäude mit Güterschuppen und Kontorgebäude sowie Bahnbetriebswerk mit Lokschuppen mit Drehscheibe, Wagenwerkstatt, Schlosserei/Schmiede mit integriertem Wasserturm, Wasserkran und Badehaus | Im Jahr 1885 erhielt Wittstock Bahnanschluss mit der Strecke aus Perleberg, die 1895 über die mecklenburgische Grenze in Richtung Neustrelitz verlängert wurde. 1899 erhielt Wittstock mit der Strecke aus Kremmen eine direkte Verbindung nach Berlin, 1911 wurde die Bahn weiter nach Meyenburg verlängert. Das alte Bahnhofsgebäude, ein zweistöckiger Backsteinbau, stammt aus der Erbauungszeit der Strecke. 1938 wurde daneben ein großes, repräsentatives neues Empfangsgebäude gebaut, der alte Bahnhof wurde zum Wohnhaus. Beide Gebäude sind heute (Stand 2013) ungenutzt und stehen leer. Nur noch die Strecken in Richtung Kremmen und Perleberg sind in Betrieb. Das Bahnbetriebswerk liegt südlich der Gleisanlagen auf der stadtabgewandten Bahnhofsseite. Seine Anlagen werden nicht mehr genutzt. | weitere Bilder |
| 09170085          | Am Bahnhof (Lage)                                 | Sowjetischer Ehrenfriedhof auf dem Bahnhofsvorplatz | | Sowjetischer Ehrenfriedhof auf dem Bahnhofsvorplatz |
| 09171163          | Am Kyritzer Tor 4-4a (Lage)                       | Amtsgericht mit Gefängnis | | Amtsgericht mit Gefängnis |
| 09170882          | Am Kyritzer Tor 5 (Lage)                          | Wohnhaus mit Wirtschaftsgebäuden | | Wohnhaus mit Wirtschaftsgebäuden |
| 09170856          | Am Markt 4 (Lage)                                 | Wohn- und Geschäftshaus mit Hofgebäuden | | BW |
| 09170080 Wikidata | Am Rosenplan (Lage)                               | Jüdischer Friedhof | | BW |
| 09170048 Wikidata | Am Rosenwinkel 2, 4, 6 (Lage)                     | Fabrikgebäude, heute Wohnhaus | | BW |
| 09170006 Wikidata | Amtshof (Lage)                                    | Bischofsburg, bestehend aus Ober- und Unterburg, Burgmauer mit Wieckhäusern sowie Burgtoren und -türmen | Die Bischofsburg wurde im Jahre 1244 errichtet. Die Bischöfe von Havelberg lebten von 1271 bis 1548 in der Burg. | weitere Bilder |
| 09170084 Wikidata | Auf dem Wall (Lage)                               | Jahn-Friesen-Körner-Denkmal | Das Denkmal befindet sich nördlich des Gröper Tores. | weitere Bilder |
| 09170010 Wikidata | Auf der Freiheit 3 (Lage)                         | Schule | | Schule |
| 09170842          | Auf der Freiheit 6 (Lage)                         | Wohnhaus | | Wohnhaus |
| 09170011          | Auf der Freiheit 8 (Lage)                         | Wohnhaus | Telschowsches Haus | Wohnhaus |
| 09170843          | Auf der Freiheit 10 (Lage)                        | Torbogenhaus | | Torbogenhaus |
| 09170845          | Baustraße 13 (Lage)                               | Wohnhaus und Hofgebäude | | Wohnhaus und Hofgebäude |
| 09170012          | Baustraße 18 (Lage)                               | Wohnhaus | | Wohnhaus |
| 09170013          | Baustraße 20 (Lage)                               | Wohnhaus | | Wohnhaus |
| 09170014          | Baustraße 24 (Lage)                               | Wohnhaus | | Wohnhaus |
| 09170844          | Baustraße 25 (Lage)                               | Wohnhaus | | Wohnhaus |
| 09170015          | Baustraße 34 (Lage)                               | Wohnhaus | | Wohnhaus |
| 09171358          | Belower Damm (Lage)                               | Denkmal für die Opfer des Todesmarschs, bei km 0+028 | | Denkmal für die Opfer des Todesmarschs, bei km 0+028 |
| 09171359          | Belower Damm (Lage)                               | Denkmal für die Opfer des Todesmarschs, bei km 2+400 | | Denkmal für die Opfer des Todesmarschs, bei km 2+400 |
| 09171360          | Belower Damm (Lage)                               | Pflasterstraße, zwischen km 1+500 und km 5+200 | | Pflasterstraße, zwischen km 1+500 und km 5+200 |
| 09170768          | Belower Damm 1 (Lage)                             | Gedenkstätte Belower Wald mit Museum des Todesmarschs (1945) | Gedenkstätte Todesmarsch im Belower Wald | Gedenkstätte Belower Wald mit Museum des Todesmarschs (1945) |
| 09171509          | Bohnekampweg (Lage)                               | Erdbehälter, auf dem Scharfenberg | | BW |
| 09170846          | Burgstraße 1 (Lage)                               | Wohnhaus | | Wohnhaus |
| 09170031          | Burgstraße 34 (Lage)                              | Wohnhaus | | Wohnhaus |
| 09170032          | Burgstraße 36 (Lage)                              | Wohnhaus | | Wohnhaus |
| 09170076          | Burgstraße 37 (Lage)                              | Tunnelofen sowie Lager- und Verkaufsraum | | Tunnelofen sowie Lager- und Verkaufsraum |
| 09170033          | Burgstraße 38 (Lage)                              | Wohnhaus | | Wohnhaus |
| 09170034 Wikidata | Burgstraße 40 (Lage)                              | Wohnhaus | | Wohnhaus |
| 09170036 Wikidata | Burgstraße 42/44 (Lage)                           | Wohnhaus | | weitere Bilder |
| 09170035 Wikidata | Burgstraße 43 (Lage)                              | Wohnhaus | | Wohnhaus |
| 09170037          | Burgstraße 46 (Lage)                              | Wohnhaus | | Wohnhaus |
| 09170847          | Domhof 3 (Lage)                                   | Wohnhaus | | Wohnhaus |
| 09170201          | Domhof 8 (Lage)                                   | Wohnhaus | | Wohnhaus |
| 09170202          | Domhof 11 (Lage)                                  | Wohnhaus | | Wohnhaus |
| 09170008          | Gröper Straße (Lage)                              | Gröper Tor | | weitere Bilder |
| 09170025          | Gröper Straße 3 (Lage)                            | Wohn- und Geschäftshaus | | Wohn- und Geschäftshaus |
| 09170026          | Gröper Straße 5 (Lage)                            | Wohn- und Geschäftshaus | | Wohn- und Geschäftshaus |
| 09170027          | Gröper Straße 9 (Lage)                            | Wohn- und Geschäftshaus | | Wohn- und Geschäftshaus |
| 09170030          | Gröper Straße 14 (Lage)                           | Wohn- und Geschäftshaus (Gasthof) | | Wohn- und Geschäftshaus (Gasthof) |
| 09171300          | Gröper Straße 15 (Lage)                           | Wohnhaus mit Seitenflügel | | Wohnhaus mit Seitenflügel |
| 09172775          | Gröper Straße 17 (Lage)                           | Wohnhaus mit Seitenflügel, zwei Hofgebäuden und Hofpflasterung | | Wohnhaus mit Seitenflügel, zwei Hofgebäuden und Hofpflasterung |
| 09170028          | Gröper Straße 20 (Lage)                           | Wohnhaus | | Wohnhaus |
| 09170029          | Gröper Straße 22 (Lage)                           | Wohnhaus | | Wohnhaus |
| 09170065          | Gröper Straße 31 (Lage)                           | Wohnhaus mit Innenhof | | Wohnhaus mit Innenhof |
| 09170052          | Großer Graben 1 (Lage)                            | Wohnhaus | | Wohnhaus |
| 09170053          | Großer Graben 2 (Lage)                            | Wohnhaus | | Wohnhaus |
| 09170054          | Großer Graben 3 (Lage)                            | Wohnhaus | | Wohnhaus |
| 09170055          | Großer Graben 4 (Lage)                            | Wohnhaus | | Wohnhaus |
| 09170004 Wikidata | Heiligegeiststraße (Lage)                         | Heiliggeistkirche | | weitere Bilder |
| 09170870          | Heiligegeiststraße 2 (Lage)                       | Pfarrhaus | | Pfarrhaus |
| 09170074          | Heiligegeiststraße 2 (Lage)                       | Ratswaage | | Ratswaage |
| 09170049          | Heiligegeiststraße 20/22, Am Rosenwinkel 8 (Lage) | Wohnhaus | | Wohnhaus |
| 09170038          | Kettenstraße 2 (Lage)                             | Wohnhaus mit Seitenflügel, vier Hofgebäuden und Einfriedung | | Wohnhaus mit Seitenflügel, vier Hofgebäuden und Einfriedung |
| 09170850          | Kettenstraße 19 (Lage)                            | Wohnhaus | | Wohnhaus |
| 09170039          | Kettenstraße 24/26 (Lage)                         | Wohnhaus | | Wohnhaus |
| 09170852          | Kettenstraße 41 (Lage)                            | Wohnhaus | | Wohnhaus |
| 09170040          | Kettenstraße 43 (Lage)                            | Wohnhaus | | Wohnhaus |
| 09170041          | Kettenstraße 45 (Lage)                            | Wohn- und Geschäftshaus | | Wohn- und Geschäftshaus |
| 09170042          | Kettenstraße 47 (Lage)                            | Wohnhaus | | Wohnhaus |
| 09171286          | Kettenstraße 54 (Lage)                            | Wohnhaus mit Hofgebäude | | Wohnhaus mit Hofgebäude |
| 09170044          | Kettenstraße 55 (Lage)                            | Wohnhaus | | Wohnhaus |
| 09170045          | Kettenstraße 61 (Lage)                            | Wohnhaus | | Wohnhaus |
| 09170046          | Kettenstraße 63 (Lage)                            | Wohnhaus | | Wohnhaus |
| 09170879          | Kettenstraße 76 (Lage)                            | Wohn- und Geschäftshaus | | Wohn- und Geschäftshaus |
| 09170003 Wikidata | Kirchplatz (Lage)                                 | Pfarrkirche St. Marien | Die evangelische Stadtpfarrkirche St. Marien und St. Martin ist eine dreischiffige Hallenkirche im Stil der Backsteingotik. Sie erlangte ihre größte Bedeutung in der Zeit von 1271 bis 1548, als die Bischöfe von Havelberg die Stadt Wittstock mit der Alten Bischofsburg als Residenz und Bischofssitz bevorzugten. | weitere Bilder |
| 09170016 Wikidata | Kirchplatz 1 (Lage)                               | Wohnhaus | | weitere Bilder |
| 09170017 Wikidata | Kirchplatz 2 (Lage)                               | Wohnhaus | | Wohnhaus |
| 09170854 Wikidata | Kirchplatz 3 (Lage)                               | Wohnhaus | | Wohnhaus |
| 09170018 Wikidata | Kirchplatz 4 (Lage)                               | Wohnhaus | | Wohnhaus |
| 09170019 Wikidata | Kirchplatz 5 (Lage)                               | Pfarrhaus (heute kirchliches Verwaltungsamt) | | weitere Bilder |
| 09170009 Wikidata | Kirchplatz 8 (Lage)                               | Schule | | Schule |
| 09170806 Wikidata | Kirchplatz 10 (Lage)                              | Schule | | BW |
| 09170020 Wikidata | Kirchplatz 12 (Lage)                              | Pfarrhaus | | Pfarrhaus |
| 09170057 Wikidata | Kleiner Graben 1 (Lage)                           | Wohnhaus | | weitere Bilder |
| 09170848 Wikidata | Kleiner Graben 5 (Lage)                           | Wohnhaus | | Wohnhaus |
| 09170059 Wikidata | Kleiner Graben 7 (Lage)                           | Wohnhaus | | Wohnhaus |
| 09170060 Wikidata | Kleiner Graben 9 (Lage)                           | Wohnhaus | | Wohnhaus |
| 09170061 Wikidata | Kleiner Graben 11 (Lage)                          | Wohnhaus | | Wohnhaus |
| 09170068          | Königstraße 1 (Lage)                              | Wohn- und Geschäftshaus | | BW |
| 09170881          | Königstraße 8 (Lage)                              | Speichergebäude | | BW |
| 09170069          | Königstraße 15 (Lage)                             | Wohn- und Geschäftshaus | | Wohn- und Geschäftshaus |
| 09170070          | Königstraße 17 (Lage)                             | Wohn- und Geschäftshaus | | Wohn- und Geschäftshaus |
| 09170073          | Königstraße 27 (Lage)                             | Wohn- und Geschäftshaus | | Wohn- und Geschäftshaus |
| 09171301          | Königstraße 30 (Lage)                             | Wohnhaus | | Wohnhaus |
| 09170071          | Königstraße 31 (Lage)                             | Wohnhaus | | Wohnhaus |
| 09171302 Wikidata | Königstraße 32/32a (Lage)                         | Wohn- und Geschäftshaus mit Seitenflügel | | Wohn- und Geschäftshaus mit Seitenflügel |
| 09170072 Wikidata | Königstraße 33 (Lage)                             | Wohnhaus | | weitere Bilder |
| 09170005 Wikidata | Markt 1 (Lage)                                    | Rathaus | | weitere Bilder |
| 09170062 Wikidata | Markt 4 (Lage)                                    | Wohn- und Geschäftshaus | | weitere Bilder |
| 09170063 Wikidata | Markt 13 (Lage)                                   | Wohn- und Geschäftshaus | | Wohn- und Geschäftshaus |
| 09170064 Wikidata | Markt 14 (Lage)                                   | Wohn- und Geschäftshaus | | BW |
| 09170079          | Meyenburger Chaussee (Lage)                       | Friedhof (ältester Friedhof der Stadt) | | BW |
| 09171668          | Meyenburger Chaussee (Lage)                       | Gefallenendenkmal, auf dem Friedhof | | BW |
| 09170086          | Meyenburger Chaussee (Lage)                       | Sowjetischer Ehrenfriedhof | | BW |
| 09170087          | Meyenburger Chaussee (Lage)                       | Gedenkstätte für antifaschistische Widerstandskämpfer, auf dem Friedhof | | BW |
| 09171389          | Meyenburger Chaussee 2 (Lage)                     | Gymnasium mit Turnhalle und Einfriedung | | BW |
| 09171977          | Meyenburger Chaussee 10 (Lage)                    | Mietwohnhaus (Alumnat) | | BW |
| 09171669          | Meyenburger Chaussee 25 (Lage)                    | Friedhofskapelle mit Wohn und Verwaltungsgebäude | | BW |
| 09170857          | Petersilienstraße 8 (Lage)                        | Wohnhaus | | Wohnhaus |
| 09170874          | Petersilienstraße 9 (Lage)                        | Wohnhaus | | Wohnhaus |
| 09170875          | Petersilienstraße 11 (Lage)                       | Wohnhaus | | Wohnhaus |
| 09170067          | Poststraße 14 (Lage)                              | Hofanlage (Innenhof) | | BW |
| 09171333          | Poststraße 35 (Lage)                              | Postamt | | Postamt |
| 09170082 Wikidata | Pritzwalker Straße (Lage)                         | Friedrich-Ebert-Park (Stadtpark) | | weitere Bilder |
| 09170225 Wikidata | Pritzwalker Straße (Lage)                         | Denkmal für die Opfer des Faschismus (OdF), im Friedrich-Ebert-Park (Stadtpark) | | weitere Bilder |
| 09170858 Wikidata | Ringstraße 2 (Lage)                               | Katholische Kirche mit Pfarrhaus | | weitere Bilder |
| 09170203          | Röbeler Straße 1a (Lage)                          | Schlachthof, bestehend aus Verwalterhaus, Schlachthaus und Kühlhaus sowie Einfriedung | | BW |
| 09170859          | Röbeler Straße 23 (Lage)                          | Villa (heute Musikschule) | | BW |
| 09170083          | Rosa-Luxemburg-Straße (Lage)                      | Friedhöfe I und II der Landarmen- und Siechenanstalt (Anstaltsfriedhöfe), gegenüber der Landarmen- und Siechenanstalt | | BW |
| 09170282          | Rosa-Luxemburg-Straße (Lage)                      | Sowjetischer Ehrenfriedhof auf dem Anstaltsfriedhof I | | BW |
| 09171116          | Rosa-Luxemburg-Straße 38-40 (Lage)                | Ehemalige Landarmen- und Siechenanstalt, bestehend aus Hauptgebäude, Haupteingang mit Torhaus, Teilen der Umfassungsmauer, Beamtenwohnhaus und Verwaltungsgebäude, Krankenstation, Pavillon, Männersiechenhaus, Maschinenhaus mit Küche und Frauensiechenhaus               | | [[Vorlage:Bilderwunsch/code!/C:53.151986,12.487729!/D:Rosa-Luxemburg-Straße 38-40, Ehemalige Landarmen- und Siechenanstalt, bestehend aus Hauptgebäude, Haupteingang mit Torhaus, Teilen der Umfassungsmauer, Beamtenwohnhaus und Verwaltungsgebäude, Krankenstation, Pavillon, Männersiechenhaus, Maschinenhaus mit Küche und Frauensiechenhaus!/\|BW]] |
| 09170021          | Sankt-Marien-Straße 19 (Lage)                     | Wohnhaus | | Wohnhaus |
| 09170022          | Sankt-Marien-Straße 21 (Lage)                     | Wohnhaus | | Wohnhaus |
| 09170023          | Sankt-Marien-Straße 31 (Lage)                     | Wohn- und Geschäftshaus | | Wohn- und Geschäftshaus |
| 09170024          | Sankt-Marien-Straße 33 (Lage)                     | Wohn- und Geschäftshaus | | Wohn- und Geschäftshaus |
| 09170088          | Waldring 25 (Lage)                                | Keramikwand der Kindertagesstätte | | BW |
| 09170869          | Walter-Schulz-Platz 1 (Lage)                      | Altes Feuerwehrdepot | | Altes Feuerwehrdepot |
| 09170862          | Walter-Schulz-Platz 1a-b, 2 (Lage)                | Stadtmühle | | Stadtmühle |
| 09170081 Wikidata | Walter-Schulz-Platz 3 (Lage)                      | Industriegebäude der Tuchfabrik von 1905 mit Sheddachhallen | | Industriegebäude der Tuchfabrik von 1905 mit Sheddachhallen |
| 09170111 Wikidata | Walter-Schulz-Platz 3 (Lage)                      | Produktionsgebäude der Tuchfabrik | | weitere Bilder |
| 09170878 Wikidata | Walter-Schulz-Platz 3 (Lage)                      | Villa mit Einfriedung | | BW |
| 09170860          | Werderstraße 22 (Lage)                            | Wohnhaus | | Wohnhaus |
| 09170050          | Werderstraße 37 (Lage)                            | Wohnhaus | | Wohnhaus |
| 09170051          | Werderstraße 38 (Lage)                            | Wohnhaus | | Wohnhaus |
| 09170861          | Werderstraße 39/41 (Lage)                         | Wohnhaus mit Hofgebäuden | | Wohnhaus mit Hofgebäuden |

### Wulfersdorf
| ID-Nr.   | Lage                 | Bezeichnung            | Beschreibung | Bild                   |
| -------- | -------------------- | ---------------------- | --- | ---------------------- |
| 09170866 | Dorfstraße 57 (Lage) | Dorfkirche Wulfersdorf | Die evangelische Dorfkirche wurde in der ersten Viertel des 16. Jahrhunderts erbaut. Es ist ein Saalbau aus Feldstein mit einem hohen Westturm. Das Innere der Kirche wurde im 19. Jahrhundert erneuert. | Dorfkirche Wulfersdorf |

### Zempow
| ID-Nr.   | Lage                          | Bezeichnung                                                                 | Beschreibung | Bild           |
| -------- | ----------------------------- | --------------------------------------------------------------------------- | ------------ | -------------- |
| 09170944 | Zempower Dorfstraße (Lage)    | Dorfkirche                                                                  |              | weitere Bilder |
| 09171517 | Zempower Dorfstraße 36 (Lage) | Gehöft, bestehend aus Wohnhaus, drei Wirtschaftsgebäuden und Hofpflasterung |              | weitere Bilder |

### Zootzen
| ID-Nr.            | Lage                           | Bezeichnung | Beschreibung | Bild           |
| ----------------- | ------------------------------ | ----------- | --- | -------------- |
| 09170868 Wikidata | Zootzener Dorfstraße 31 (Lage) | Dorfkirche  | Die Kirche aus Backstein wurde 1893 im Stil der Neuromanik erbaut. Die Ausstattung im Inneren stammt aus der Bauzeit, bis auf die ursprüngliche aus der zweiten Hälfte des 17. Jahrhunderts stammende Kanzel. | weitere Bilder |

## Ehemalige Baudenkmale
| ID-Nr. | Lage                                 | Bezeichnung                            | Beschreibung | Bild |
| ------ | ------------------------------------ | -------------------------------------- | ------------ | --- |
|        | Wittstock/Dosse Marktstraße 4 (Lage) | Wohn- und Geschäftshaus mit Hofgebäude |              | [[Vorlage:Bilderwunsch/code!/C:53.285981,12.354372!/D:Wittstock/Dosse Marktstraße 4, Wohn- und Geschäftshaus mit Hofgebäude!/\|BW]] |